# Ralf Bartels
Ralf Bartels (* 21. února 1978, Stavenhagen) je německý sportovec, který se specializuje na atletiku. V roce 2006 se stal mistrem Evropy a v roce 2011 halovým mistrem Evropy ve vrhu koulí. Dvakrát vybojoval bronz na MS v atletice (2005, 2009).

## Kariéra
Jeho prvním velkým úspěchem byl titul juniorského mistra světa 1996 na šampionátu v Sydney. O rok později získal zlatou medaili také na juniorském mistrovství Evropy ve slovinské Lublani. Na evropském šampionátu do 23 let 1999 v Göteborgu obsadil šesté místo. V roce 2002 získal za vrh dlouhý 20,58 m bronzovou medaili na mistrovství Evropy v Mnichově. V následujícím roce skončil pátý na mistrovství světa v Paříži. Reprezentoval na letních olympijských hrách 2004 v Athénách, kde se umístil ve finále na osmém místě. Jeho nejlepší pokus měřil 20,26 m. Bronz získal na světovém šampionátu 2005 v Helsinkách, kde předvedl bez jednoho centimetru 21 metrů dlouhý vrh.
Zúčastnil se tří halových mistrovství světa (2003, 2004, 2006). Na všech třech šampionátech však skončila jeho cesta v kvalifikaci. V roce 2006 se stal v Göteborgu mistrem Evropy, když poslal kouli do vzdálenosti 21,13 m. Druhý v soutěži Bělorus Andrej Michněvič hodil o dva centimetry méně a bronzový Dán Joachim Olsen o čtyři cm méně. V roce 2009 vybojoval na halovém mistrovství Evropy v Turíně bronzovou medaili. Bronz získal také na domácím mistrovství světa v Berlíně v novém osobním rekordu 21,37 m.

### Osobní rekordy
- hala – 21,43 m – 25. února 2006, Karlsruhe
- venku – 21,37 m – 15. srpna 2009, Berlín